# Pelmatellina
Pelmatellina – podplemię chrząszczy z rodziny biegaczowatych, podrodziny Harpalinae i plemienia Harpalini. Przez część badaczy wynoszone do rangi plemienia Pelmatellini z podrodziny Harpalinae.

## Taksonomia
Takson wprowadzony został przez Henry'ego Waltera Batesa w 1882 roku.

## Opis
Diagnoza dla gatunków nowozelandzkich podaje m.in. następujące cechy: długość ciała od 3,2 do 10 mm, bródka z zębem środkowym, bródka i podbródek oddzielone pełnym poprzecznym szwem, przedostatni segment głaszczków wargowych o 2 lub 3 szczecinkach na przedniej krawędzi, przednie stopy samców rozszerzone bocznie i gąbczasto spodem owłosione, seria pępkowatych uszczecinień na 9 międzyrzędzie pokryw podzielona na dwie główne grupy, z których tylna podzielona na dwie podgrupy lub ciągła, edeagus w widoku grzbietowym symetryczny. Wszystkie rodzaje świata mają płatek przedpiersia bezwłosy, z wyjątkiem Kupeharplaus u którego jest on owłosiony.

## Występowanie
Większość gatunków zamieszkuje krainę neotropikalną i krainę australijską. Spotykane także w nearktyce.

## Systematyka
Zalicza się tu 8 rodzajów:
- Hakaharpalus Larochelle et Lariviere, 2005
- Kupeharpalus Larochelle et Lariviere, 2005
- Lecanomerus Chaudoir, 1850
- Nemaglossa Solier, 1849
- Notospeophonus Moore, 1962
- Pelmatellus Bates, 1882
- Syllectus Bates, 1878
- Trachysarus Reed, 1874